# جيمس جي. باتلر
جيمس جي. باتلر (بالإنجليزية: James G. Butler)‏ هو محامي أمريكي، ولد في 26 سبتمبر 1920، وتوفي في 26 مايو 2005.